# Vittorio Heusch
Vittorio Heusch (Livorno, 1919 – Quadrivio di Selenj Jar, 30 dicembre 1942) è stato un militare italiano, insignito della medaglia d'oro al valor militare alla memoria nel corso della seconda guerra mondiale.

## Biografia
Nacque a Livorno nel 1919, figlio di Giulio, caduto in guerra, e di Margherita Antonelli. Iscrittosi alla Facoltà di Medicina dell'Università di Roma frequentò fino al IV anno, quando si arruolò volontario nel Regio Esercito, nascondendo il fatto di esser studente di medicina per entrare nella Scuola Allievi Ufficiali di Bassano del Grappa, ed essere assegnato ai reparti da combattimento.
Al termine della scuola fu mandato al battaglione alpini "Vicenza", 9º Reggimento, della 3ª Divisione alpina "Julia" che raggiunge il 1 febbraio 1941 in Albania. Rientrato in Italia nel luglio successivo viene trattenuto in servizio, e nell'agosto 1942 parte per il fronte russo come comandante di un plotone mitraglieri della 3ª Divisione alpina "Julia".  Il 30 dicembre, durante la seconda battaglia difensiva del Don, il suo battaglione è attaccato da ingenti forze di fanteria nemica appoggiate da 25 carri armati. Nel corso della strenua difesa guidò un contrattacco a colpi di bombe a mano e nonostante fosse rimasto ferito continuò a combattere fino a che non rimase ucciso.
Nel maggio 1948 gli fu assegnata la Medaglia d'oro al valor militare alla memoria.